# Van Gend & Loos mot Nederländerna
Van Gend & Loos mot Nederländerna, eller mål 26/62, var ett rättsfall vid EG-domstolen som inleddes efter en begäran om förhandsavgörande från den nederländska förvaltningsdomstolen Tariefcommissie den 16 augusti 1962 och som avgjordes genom en dom den 5 februari 1963. Rättsfallet rörde tolkningen av dåvarande artikel 12 i fördraget om upprättandet av Europeiska ekonomiska gemenskapen (EEG-fördraget) som föreskrev ett förbud mot nya eller höjda tullavgifter mellan gemenskapens medlemsstater. Genom sin dom fastslog EG-domstolen principen om direkt effekt för fördraget, det vill säga att en fördragsartikel kan ge upphov till ”individuella rättigheter för enskilda som det åligger de nationella domstolarna att skydda”.
Domen var banbrytande eftersom den fastställde en rättspraxis som innebär att fördragsartiklar, under vissa villkor, kan åberopas av enskilda inför en nationell domstol likt en nationell lag. Genom senare rättspraxis har EG-domstolen, sedermera EU-domstolen, konstaterat att även bestämmelser i rättsakter kan ha direkt effekt.
Domen har haft stor betydelse för utvecklandet av unionsrätten som en självständig rättsordning i internationell rätt. Den har beskrivits som den mest banbrytande dom som någonsin har avkunnats av en internationell domstol eller tribunal och som startskottet för unionsrättens faktiska existens.

## Bakgrund
Post- och transportföretaget Van Gend & Loos importerade ureaformaldehyd från Västtyskland till Nederländerna den 9 september 1960. Till följd av en omklassificering av kemikalien den 1 mars 1960 debiterade de nederländska myndigheterna företaget en tullavgift för importen som var högre än tidigare, vilket Van Gend & Loos invände mot och hävdade var en tydlig överträdelse av dåvarande artikel 12 i EEG-fördraget:
| ”                                                                             | Medlemsstaterna skall avstå från att införa nya inbördes tullar eller avgifter med motsvarande verkan vid import eller export, samt från att höja dem som redan tillämpas vid deras inbördes handel. | „ |
| – Artikel 12 i fördraget om upprättandet av Europeiska ekonomiska gemenskapen | |   |

Van Gend & Loos betalade förvisso tullavgiften men krävde att få tillbaka den i efterhand genom att väcka talan mot den nederländska skatteförvaltningen vid den nederländska förvaltningsdomstolen för skattefrågor, Tariefcommissie. Tariefcommissie konstaterade att Nederländerna i huvudsak hade följt artikel 12 i EEG-fördraget genom att generellt minska och avskaffa sina tullavgifter, och ansåg att höjningen av tullavgiften på ureaformaldehyd var att betrakta som en undantagsvis avvikelse. Vidare ansåg domstolen att EEG-fördraget var en överenskommelse mellan medlemsstaterna och att företaget saknade talerätt eftersom det uppenbarligen inte var part i fördraget. Eftersom målet dock rörde en tolkning av EEG-fördraget begärde domstolen ett förhandsavgörande från EG-domstolen för att få tolkat om fördragets artikel 12 kunde ge upphov till individuella rättigheter som det ålåg domstolen att skydda.

## Begäran om förhandsavgörande och förhandlingar
Tariefcommissie beslutade den 16 augusti 1962 att begära ett förhandsavgörande från EG-domstolen. Begäran avsåg
| ”                                                                       | om artikel 12 i EEG-fördraget har en intern verkan, med andra ord om de enskilda på grundval av den artikeln kan göra gällande individuella rättigheter som det åligger domstolen att skydda, om, i fall den frågan besvaras jakande, tillämpningen av en importtull på 8 % på importen ureaformaldehud från Förbundsrepubliken Tyskland till Nederländerna av sökanden i målet vid den nationella domstolen utgjorde en otillåten höjning enligt artikel 12 i EEG-fördraget eller om det i detta fall var fråga om en rimlig ändring av den importtull som gällde före den 1 mars 1960, en ändring som visserligen räknemässigt betyder en höjning men som likväl inte bör anses vara förbjuden enligt artikel 12. | „ |
| – Utdrag ur domen i målet Van Gend & Loos mot Nederländerna (mål 26/62) | |   |

Utöver parterna i det nationella målet inkom Belgiens, Nederländernas och Västtysklands regeringar samt Europeiska ekonomiska gemenskapens kommission med yttranden under förhandlingarna i EG-domstolen. Belgiens och Nederländernas regeringar menade att EG-domstolen saknade behörighet att pröva målet, dels eftersom frågan enligt dem snarare rörde tolkning av nederländsk statsrätt, dels eftersom förhandsavgörandet enligt dem i vilket fall skulle sakna betydelse för avgörandet av det nationella målet.
Ansvarig generaladvokat Karl Roemer avlade ett icke-bindande förslag till avgörande i målet den 12 december 1962. Han avfärdade invändningarna från Belgiens och Nederländernas regeringar och menade att EG-domstolen var behörig att meddela ett förhandsavgörande. Samtidigt argumenterade han för att vissa bestämmelser i EEG-fördraget kunde anses ha direkt effekt, i de fall de uttryckligen fastställde rättigheter för enskilda, men att fördragets artikel 12 inte var en sådan bestämmelse eftersom den endast föreskrev en skyldighet för medlemsstaterna.

## Domen i målet
EG-domstolen meddelade sitt förhandsavgörande genom dom den 5 februari 1963. I enlighet med generaladvokatens förslag till avgörande konstaterade domstolen att den var behörig att pröva målet, men avvek i övrigt från generaladvokatens linje. Istället konstaterade EG-domstolen att artikel 12 i EEG-fördraget hade direkt effekt. EG-domstolen menade att gemenskapsrätten, sedermera unionsrätten, utgör ”en ny rättsordning inom folkrätten till vars förmån staterna, låt vara på begränsade områden, har inskränkt sina suveräna rättigheter och som inte enbart medlemsstaterna utan även dessas medborgare lyder under”. På samma sätt som denna rätt kan ålägga enskilda förpliktelser, kan den även skapa rättigheter för enskilda, menade domstolen.
Vidare menade EG-domstolen att en rättighet inte enbart uppkommer genom att detta uttryckligen fastställs i fördraget, utan också genom de skyldigheter som fördraget ålägger enskilda, medlemsstaterna och institutionerna inom Europeiska ekonomiska gemenskapen. EG-domstolen preciserade genom sin dom villkoren för att en bestämmelse i EEG-fördraget skulle anses ha direkt effekt; den måste vara ovillkorlig och tillräckligt precis, och inte kräva kompletterande åtgärder på europeisk eller nationell nivå.
Slutligen konstaterade EG-domstolen i sin dom att det var oviktigt huruvida en höjning av tullavgifterna hade tillkommit genom en omklassificering av varor eller genom en höjning i egentlig bemärkelse. Det enda relevanta, enligt domstolen, var den faktiska förändringen av en varas tullavgift i förhållande till den tullavgift som rådde den 1 januari 1958 då EEG-fördraget trädde i kraft. Huruvida detta var fallet i det nationella målet överläts till den nationella domstolen, Tariefcommissie, att pröva mot bakgrund av EG-domstolens förhandsavgörande.

## Betydelse
EG-domstolens förhandsavgörande i målet var avgörande för framväxten av principen om direkt effekt och därigenom möjligheten för enskilda att åberopa bestämmelser i gemenskapsrätten, sedermera unionsrätten, direkt inför nationella domstolar. På så sätt kan unionsrätten upprätthållas direkt i allmän domstol, utan att Europeiska kommissionen måste väcka talan om fördragsbrott vid EU-domstolen.
I samband med 50-årsdagen av domen beskrev juridikprofessorn Joseph H. H. Weiler vid European University Institute i Florens, Italien, domen som den mest banbrytande som någonsin har avkunnats av en internationell domstol eller tribunal. Enligt honom hade domen inte bara stor påverkan på unionsrättens fortsatta utveckling, utan den utgjorde själva födelsen av unionsrätten som en självständig rättsordning i internationell rätt.